# Ronen Har-Cewi
Ronen Har-Cewi, רונן הר צבי, Ronen Har-Zvi (ur. 13 października 1976) – izraelski szachista i trener szachowy (FIDE Trainer od 2013), arcymistrz od 1995 roku.

## Kariera szachowa
W pierwszych latach 90. XX wieku należał do ścisłej czołówki izraelskich juniorów. Trzykrotnie (1990, 1991, 1992) reprezentował swój kraj na mistrzostwach świata juniorów, największy sukces odnosząc w 1992 r. w Duisburgu, gdzie zdobył złoty medal w kategorii do 16 lat. Wkrótce odniósł kilka sukcesów w turniejach międzynarodowych, dzięki którym Międzynarodowa Federacja Szachowa przyznała mu tytuł arcymistrza: w 1994 r. podzielił IV m. (za Jonathanem Speelmanem, Wadimem Zwiagincewem i Zoltanem Riblim, wspólnie z Rustemem Dautowem i Klausem Bischoffem) w silnie obsadzonym turnieju w Altensteigu, a w 1995 r. dwukrotnie podzielił II m. w Tel Awiwie (za Emilem Sutowskim, wspólnie z Gadem Rechlisem) oraz w Riszon Le-Cijon (za Leonidem Szmuterem, wspólnie z Borysem Altermanem). Od 2000 r. w turniejach klasyfikowanych przez FIDE występuje bardzo rzadko.
Najwyższy ranking w dotychczasowej karierze osiągnął 1 lipca 2001 r., z wynikiem 2515 punktów zajmował wówczas 17. miejsce wśród izraelskich szachistów.